# Eugen Prager (Verleger)
Eugen Prager (geboren 1894 in Budapest, Österreich-Ungarn; gestorben 1967 in London) war ein austrobritischer Verleger.

## Leben
Eugen Prager flüchtete 1920 nach der Gegenrevolution durch das Horthy-Regimes aus Ungarn. Die österreichische Staatsbürgerschaft erhielt er 1933. Sein jüngerer Bruder Emmerich Prager (1902–1945) und er gründeten 1931 den „E. Prager Verlag Wien Leipzig“, in dem im ersten Jahr bereits 14 Titel erschienen, darunter die Autoren Otto Bernhard Wendler, Else Feldmann, Fjodor Gladkow und Michail Soschtschenko. Mit Hans Berkos Cowboy-Geschichten und Fritz Rosenfelds Kinderbuch „Tirilin reist um die Welt“ wandte er sich auch an ein jüngeres Lesepublikum. Das Programm stand auf der Linken, ohne parteipolitisch festgelegt zu sein, so druckte Prager eine Schrift von Meir Alberton über die sowjetische Judenrepublik Birobidschan und mit Margarete Neumanns „Ich kann nicht mehr“ eine Schrift über die Situation der Trotzkisten in der Sowjetunion.
Die Machtübergabe an die Nationalsozialisten im Deutschen Reich 1933, die nachfolgenden Bücherverbrennungen und Bücherverbote ließen den Buchabsatz erheblich sinken. 

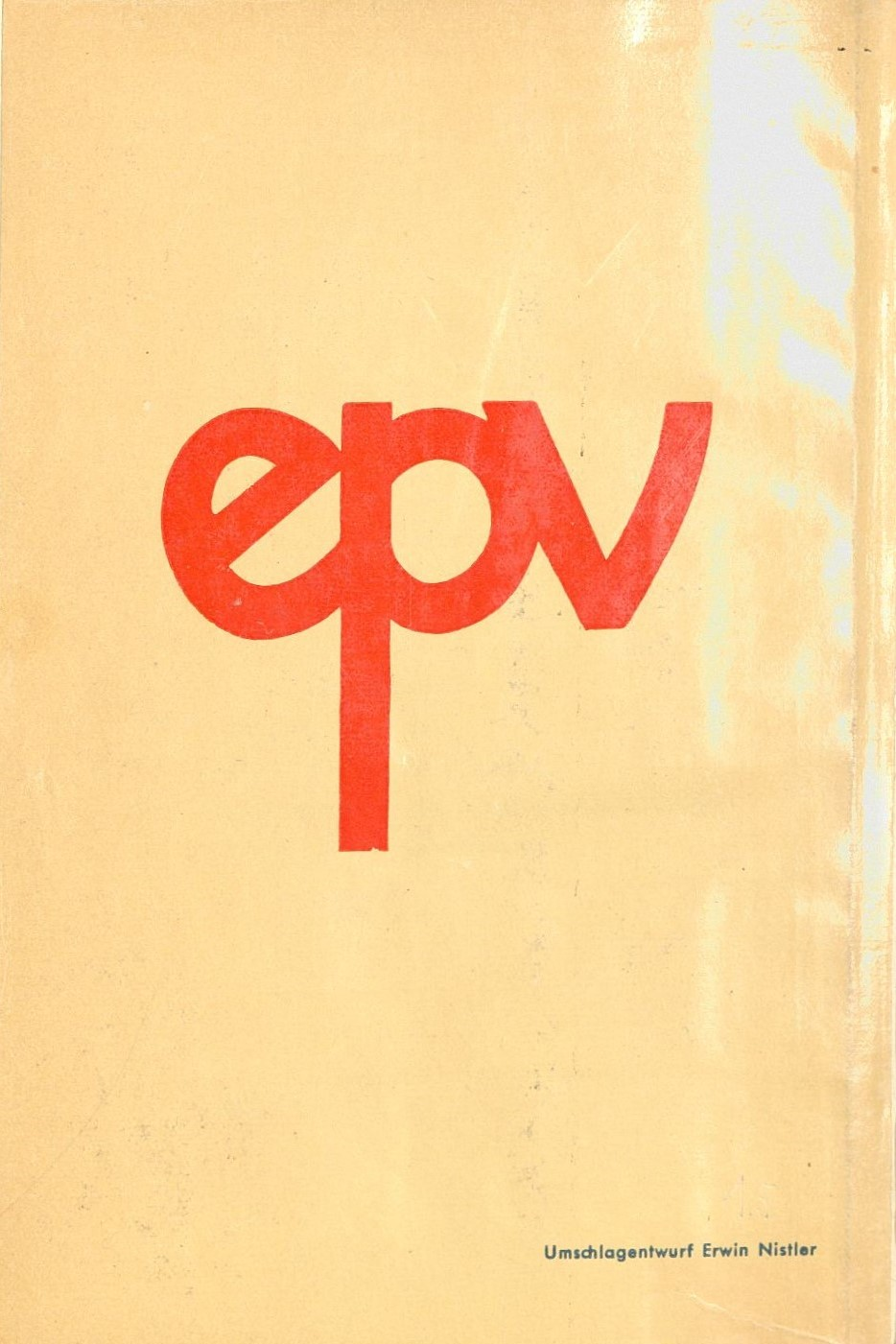
Verlagslogo 1932

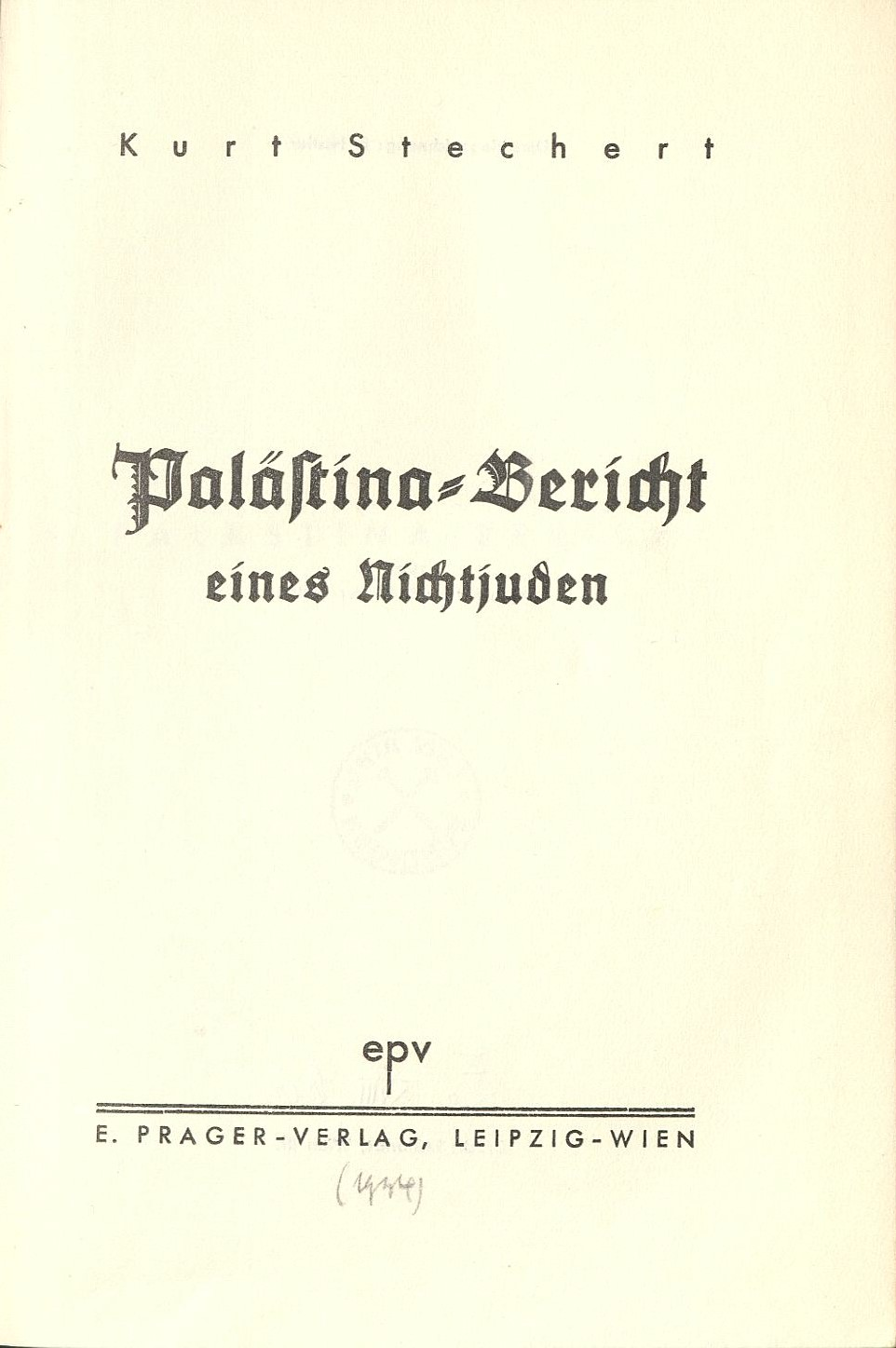
Kurt Stecherts Palästinabuch bei Prager (1934)

Nach der Etablierung des Austrofaschismus 1934 floh Prager in die Tschechoslowakei und gab in Prag Bücher für die österreichische Sozialdemokratie im Exil heraus, so ein Gedenkbuch für Koloman Wallisch. Er betreute auch den Verlag der tschechoslowakischen Deutschen sozialdemokratischen Arbeiterpartei (DSAP). Von Otto Leichter gab er die Schrift Barbarei oder Sozialismus? heraus und verlegte 1936 eine Neuausgabe des 18. Brumaire des Louis Bonaparte von Karl Marx mit einem Vorwort von Otto Bauer. Nach der deutschen Annexion des Sudetenlandes 1938 stellte er das Verlagsgeschäft ein und floh nach England. Sein Bruder Emmerich blieb auf dem Kontinent und wurde Opfer des Holocaust.
In London gründete Prager 1940 mit Kurt Leo Maschler die „Lincolns-Prager Publishing Ltd.“ Sie verlegten vornehmlich tagespolitische Schriften der Exilanten. Prager gab in London auch die Halbmonatsschrift Sozialdemokrat der sudetendeutschen Sozialdemokratie im Exil heraus. 1940 druckte Prager die Grundsatzerklärung der sudetendeutschen Treuegemeinschaft (Holmhurster Grundsatzerklärung vom 10. März 1940). Die von Julius Braunthal edierten Jahrbücher über die internationale sozialistische Arbeiterbewegung erschienen bis in die 1950er Jahre bei Prager.
Nach Kriegsende verlegte er auch wieder Kulturführer, Bildbände und Belletristik, der Schwerpunkt des Verlags lag aber weiterhin in der Politik.